# Selby (Dél-Dakota)
Selby település az Amerikai Egyesült Államok Dél-Dakota államában, Walworth megyében, melynek megyeszékhelye is. Lakosainak száma 610 fő (2020. április 1.).

## Népesség
A település népességének változása:

| 2010 | 642 |
| 2020 | 610 |